# بدرهغردسليمي (مقاطعة إسلام آباد غرب)
بدرهغردسليمي (بالفارسية: بدره‌گردسلیمی) هي قرية تقع في كرمانشاه في إيران. يقدر عدد سكانها بـ 57 نسمة بحسب إحصاء 2016.